# Philostephanus nepalensis
Philostephanus nepalensis – gatunek pluskwiaka z rodziny tasznikowatych i podrodziny Mirinae.
Gatunek ten opisany został w 2007 roku przez T. Yasunagę i M.D. Schwartza na podstawie pojedynczej samicy odłowionej w 1967 roku.
Ciało prawie owalne, długości 5,8 mm, brązowej barwy podstawowej. Głowa jasnobrązowa, lekko szargynowana, opatrzona podłużną bruzdą biegnącą od ciemienia do lekko rowkowanego czoła. Czułki jasnobrązowe, miejscami przyciemnione. Kołnierz wokół szyi grubości nasady drugiego członu czułków. Przedplecze płytko i drobno punktowane, brązowe z przyciemnioną przednią częścią i wąsko zażółconym tylnym brzegiem. Brązowa z przyżółconymi narożami tarczka jest prawie gładka. Półpokrywy pstrokate: brązowe i jasnobrązowe. Odnóża brązowe z nieregularnie przyciemnionymi udami i rudobrązowymi kolcami na goleniach.
Pluskwiak znany z Godawari w Nepalu.